# Werner Möstl
Werner Möstl (* 8. Mai 1968) ist ein ehemaliger österreichischer Handballtorwart.

## Karriere
Möstl lief zwischen 1981 und 2006 für die SG Handball West Wien auf. In dieser Zeit konnte die Mannschaft vier Meisterschaften (1988/89, 1990/91, 1991/92, 1992/93) und zwei Pokalsiege (1990/91, 1991/92) erringen. International nahm Möstl in dieser Zeit 1991/92, 1992/93 und 1993/94 an der EHF Champions League teil. Wobei bei der letzten Teilnahme die Gruppenphase erreicht werden konnte. 2006/07 und 2007/08 lief der Handballtorwart für UHC Tulln, mit den Niederösterreichern konnte er 2006/2007 ein weiteres Mal den Cup gewinnen. Infolgedessen nahm er 2007/08 am Europapokal der Pokalsieger teil und erreichte das Achtelfinale. 2008/09 und 2009/10 lief Möstl noch einmal für seinen Jugendverein auf.
2015/16 lief Möstl noch einmal für ein Spiel für die SG Handball Westwien auf.
Für die Österreichische Männer-Handballnationalmannschaft lief Möstl in 103 Spielen auf.

## Sonstiges
Möstl hat zwei Söhne die als Handballspieler aktiv sind. Constantin Möstl der als Handballtorwart für den TBV Lemgo aufläuft und  Clemens Möstl der derzeit bei Handball West Wien unter Vertrag steht.

## Erfolge
- SG Handball Westwien
  - 4× Österreichischer Meister 1988/89, 1990/91, 1991/92, 1992/93
  - 2× Österreichischer Pokalsieger 1990/91, 1991/92
- UHC Tulln
  - 1× Österreichischer Pokalsieger 2006/2007